# Yaris (игра)
Yaris — компьютерная игра в жанре гонок, разработанная Backbone Entertainment для Xbox Live Arcade. Релиз состоялся в 2007 году. Является первой рекламной игрой в Live Arcade.

## Игровой процесс
Yaris представляет собой аркадную гоночную игру с элементами action в футуристичном сеттинге. В ней игроку предоставлены три модели автомобиля Yaris, каждая из которых оснащена хватательным роботизированным оружием, называемым «механосимбионтом» (англ. mechanosymbiont), выходящим из капота. Цвет автомобиля по умолчанию — красный.
Игровой процесс состоит из гонок по U-образным трубовидным трассам и собирания монет, аналогично «спецэтапам» из Sonic the Hedgehog 2. Трассы населены абстрактными противниками, например, MP3-плеерами, пылающими колёсами или странными мотоциклистами. Игрок может атаковать их при помощи лазерной пушки «механосимбионта». Из некоторых уничтоженных врагов выпадают монеты.
За собранные во время гонок монеты игрок может различными способами изменить свой автомобиль: улучшить ходовую часть или колеса, перекрасить его, увеличить количество оружия или прочность щита.
В игре присутствует многопользовательский режим для двух человек, как на одном устройстве, так и по сети через Xbox Live. Игрок может взаимодействовать с автомобилем другого игрока: ему можно оказать помощь или, наоборот, помешать.

## Отзывы критиков
| Сводный рейтинг    | Сводный рейтинг |
| Агрегатор          | Оценка          |
| ------------------ | --------------- |
| GameRankings       | 20,00 %         |
| Metacritic         | 17/100          |
| Иноязычные издания |                 |
| Издание            | Оценка          |
| GamesRadar+        | [ 4 ]           |

Игра получила разгромные рецензии критиков, средний балл игры на агрегаторе рецензий Metacritic составляет 17 из 100.